# Fiellarrivier (noord)
Fiellarrivier (Zweeds - Fins: Fiellarjoki; Samisch: Fiellarjohka) is een rivier die stroomt in de Zweedse  gemeente Kiruna. De rivier ontvangt haar water op de noordelijke hellingen van de bergen langs de grens van Zweden en Finland. De rivier stroomt een tijdlang naar het noorden. Het is een zijrivier van de Suvirivier
Afwatering: Fiellarrivier → Suvirivier → Könkämärivier → Muonio → Torne → Botnische Golf
De zuidelijker gelegen Fiellarjukke maakt deel uit van het stroomgebied van de Ume älv.